# 148 v. Chr.
Portal Geschichte | Portal Biografien | Aktuelle Ereignisse | Jahreskalender | Tagesartikel

◄ |
3. Jahrhundert v. Chr. |
2. Jahrhundert v. Chr. |
1. Jahrhundert v. Chr. |
►

◄ | 160er v. Chr. | 150er v. Chr. | 140er v. Chr. | 130er v. Chr. |
120er v. Chr. |
►

◄◄ | ◄ | 151 v. Chr. | 150 v. Chr. | 149 v. Chr. | 148 v. Chr. |
147 v. Chr. |
146 v. Chr. |
145 v. Chr. |
► |
►►
Staatsoberhäupter

## Ereignisse
- Der makedonische Usurpator Andriskos wird von Quintus Caecilius Metellus Macedonicus besiegt und als Gefangener nach Rom gebracht.

## Geboren
- Sujin, 10. Tenno von Japan († 30 v. Chr.)

## Gestorben
- Marcus Claudius Marcellus, römischer Politiker und Konsul